# Debbie Ferguson-McKenzie
Debbie Ferguson-McKenzie Embaixador(a) da boa vontade da FAO (Nassau, 16 de janeiro de 1976) é uma atleta das Bahamas, especialista em provas de velocidade e campeão olímpica do revezamento 4x100 m em Sydney 2000.
Depois de concluir o ensino secundário em Nassau, Ferguson mudou-se para os Estados Unidos, onde lançou a sua carreira internacional, ao mesmo tempo que frequentava a Universidade de Geórgia, em Athens.
Participou, aos 32 anos de idade, nos Jogos Olímpicos de Verão de 2008, em Pequim, onde ainda conseguiu ser sétima classificada na final de 100 metros.
Em 2002, foi convidada para ser embaixadora das Nações Unidas para a FAO.

## Melhores marcas pessoais

### Outdoor
| Prova      | Data                | Local                   | Marca   |
| ---------- | ------------------- | ----------------------- | ------- |
| 100 metros | 27 de julho de 2002 | Manchester, Reino Unido | 10,91 s |
| 200 metros | 3 de julho de 1999  | Saint-Denis, França     | 22,19 s |

### Indoor
| Prova      | Data                    | Local              | Marca   |
| ---------- | ----------------------- | ------------------ | ------- |
| 55 metros  | 21 de fevereiro de 1999 | Gainsville, EUA    | 6,71 s  |
| 60 metros  | 14 de fevereiro de 2004 | Fayetteville, EUA  | 7,20 s  |
| 100 metros | 7 de fevereiro de 2000  | Tampere, Finlândia | 11,34 s |
| 200 metros | 13 de fevereiro de 2000 | Liévin, França     | 22,91 s |